# パッチュク

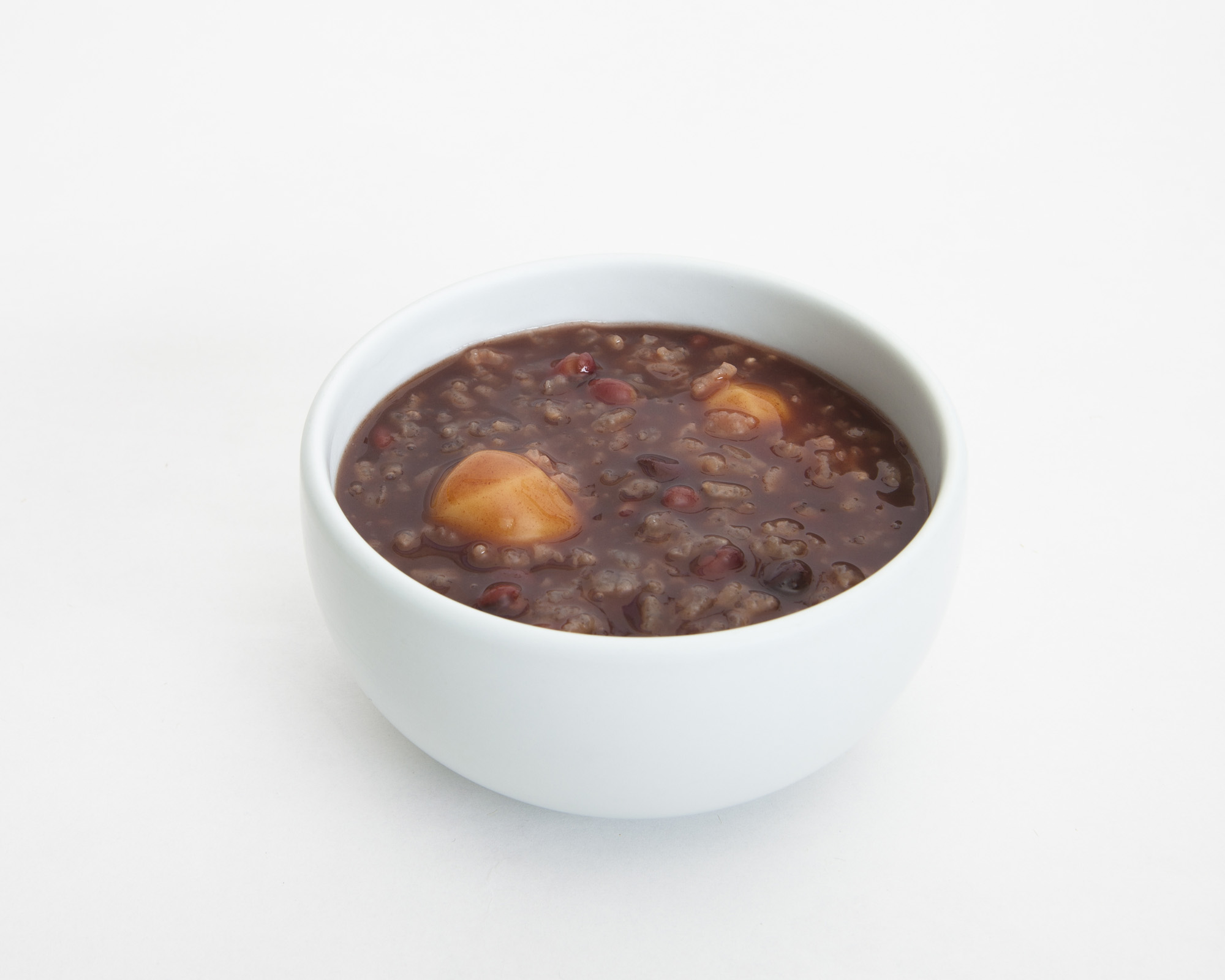
パッチュㇰ

パッチュㇰ（朝: 팥죽）は、朝鮮料理の一つ。小豆を茹でた汁で米を煮て小豆粥とし、白玉を入れる。朝鮮では伝統的に冬至の行事食となっている。

## 伝統

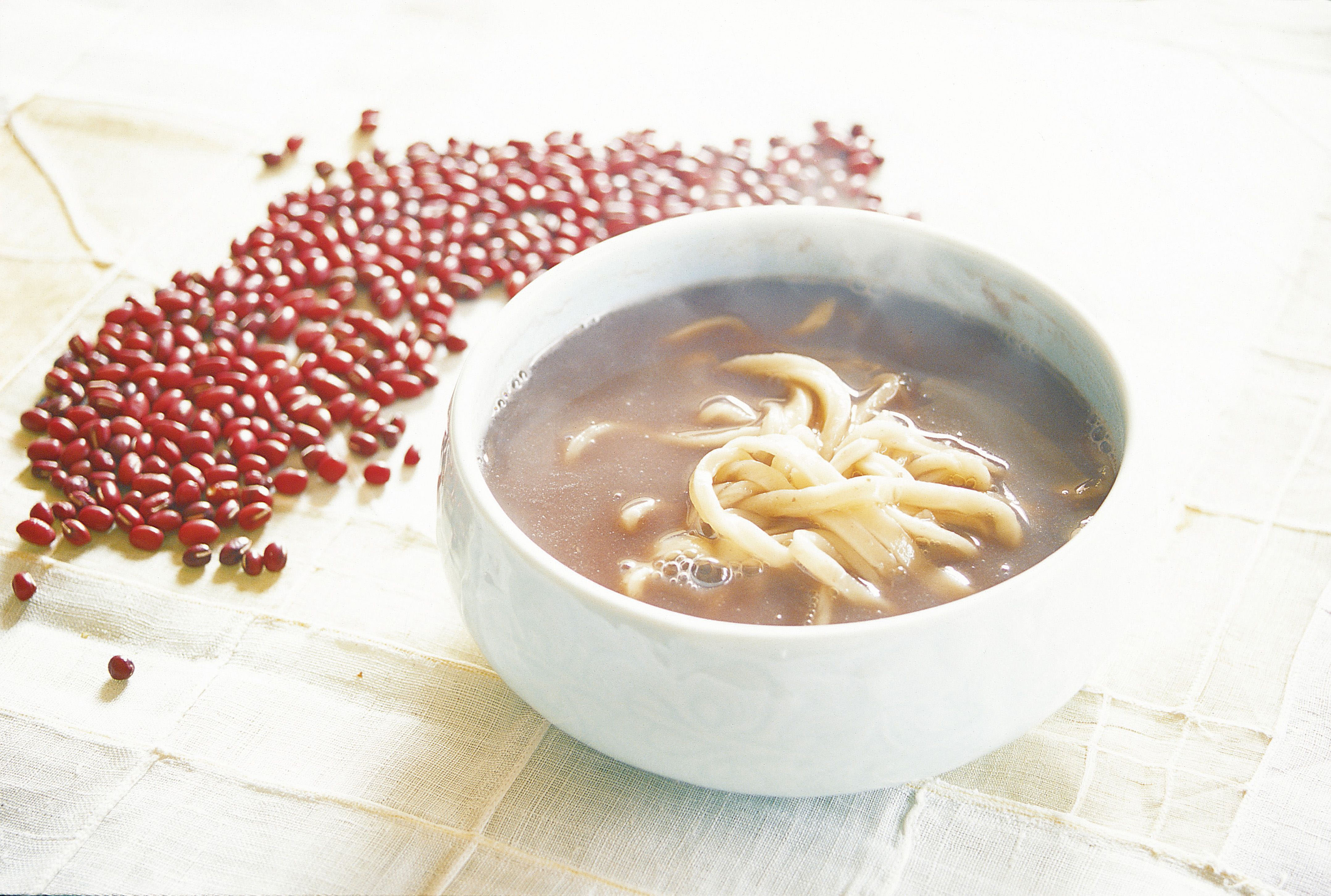
パッカルグㇰス

小豆は色が赤いことから、朝鮮では陰陽の「陽」の象徴と伝えられている。冬至は昼の時間が延び始める重要な節目であるともに「陰」がピークを迎える日とされ、疫鬼や邪気を追い払うため、小豆を用いたパッチュケを食べたり家の周囲などに撒くという風習が生まれた。なお、玄関の柱や室内などに撒くこともあったが、汚れることを嫌って近年は行われなくなった。また、米を主食とする朝鮮の食生活の中で不足しがちなビタミンB1が穀類の中でも小豆には特に豊富なため栄養バランスの点からも好ましく、近隣の住民と一緒に食べて交流を深める効果もある、と考えられている。
パッチュㇰに入れる白玉はセアㇽシㇺ（朝: 새알심）と呼ばれ、セアㇽは「鳥の卵」、シㇺは「心」を意味する。子どもは年齢の数だけセアㇽシㇺを食べて無病息災を祈るという風習もあるが、近年では数にこだわらない例が増えているという。なお、小豆粥に白玉ではなく手打ち麺を加えたパッカルグㇰス（朝: 팥칼국수）も冬至の行事食となっている。
地域ごとに異なる風習もあり、全羅道では転居や葬儀の際にパッチュㇰを作る。また、農繁期には女性達が一樽ずつ作って持ち寄り、調理の手間を軽減する。慶尚道ではパッチュㇰを松の葉で家の四隅に撒き、三の神（桓因、桓雄、桓倹）に祈ることで病気を払うよう願う。京畿道では、家族の四十九日を終えるまでにパッチュㇰを作ると鬼に嫌われて祖先が成仏できないとして、緑豆で代わりに粥を作る。また、故人の誕生日には祠堂で茶礼を行った後に数か所に置いたパッチュㇰを食べることがある。

## 製法
一例として、下記のような材料および製法がある。

### 材料
- 小豆：2カップ
- もち米：0.5カップ（うるち米の場合もある[2]）
- 白玉粉：1カップ
- 水：6-7カップ
- 食塩：少量

### 手順
1. 米を水に漬ける
2. 小豆と水を鍋に入れて軟らかくなるまで煮て、潰してからこす
3. 煮汁を静置し、小豆あんを沈殿させる
4. 白玉粉を熱湯でこね、ウズラの卵ほどの大きさに丸めてセアㇽシㇺを作る
5. 2.の上澄みと米を煮て、軟らかくなったら沈殿物を少しずつ混ぜる
6. セアㇽシㇺを加え、浮き上がるまでかき混ぜながら加熱する
7. 火を弱め、食塩を混ぜて蒸らす

好みで塩の代わりに砂糖を入れることもあり、その場合は汁粉のような甘い味になる。外食店では、栗や銀杏の実、シナモンなどを加えたものもある。